# Ashley Whippet
Ashley Whippet (khoảng năm 1971 - 1985) là một con chó thuộc giống chó Whippet thuộc sở hữu của Alex Stein ở Ohio, là con chó tham gia trò chơi bắt đĩa nổi tiếng đầu tiên và là người chiến thắng trong ba Giải vô địch thế giới đĩa Canine Fruceree.

## Sân vận động Dodger
Lần đầu tiên Ashley nổi tiếng vào ngày 5 tháng 8 năm 1974 khi Stein, khi đó là một sinh viên đại học 19 tuổi, đã đưa nó vào sân vận động Dodger trong một trận bóng chày tối thứ hai trên truyền hình quốc gia giữa Los Angeles Dodgers và Cincinnati Reds. Stein nhảy hàng rào và đi lên sân bóng chày cùng Ashley, nơi anh ném đĩa (Frisbees) cho chú chó bắt. Đám đông khán giả đã kinh ngạc trước khả năng bắt đĩa của Ashley qua việc nó chạy lên đến 35 dặm một giờ và nhảy 9 feet trên không để bắt các đĩa nhựa được ném đi. Tiết mục lạ lẫm thay thế chương trình chính mới lạ đến nỗi trò chơi đã dừng lại và Joe Garagiola tiếp tục hành động phóng đĩa bay trên sân. Cuối cùng, sau tám phút, Stein bị áp giải khỏi sân và bị bắt. Việc truyền hình toàn quốc về kỹ năng của Ashley đã làm tăng sự hứng thú với môn thể thao chó bắt đĩa bay.

## Giải vô địch thế giới chó bắt đĩa
Năm sau, Stein đã giúp tổ chức Giải vô địch thế giới chó bắt Frĩaee đầu tiên cho những chú chó bắt đĩa bay và người điều khiển chúng, tiếp tục như một sự kiện thường niên. Stein và Ashley đã giành được ba chức vô địch đầu tiên vào năm 1975, 1976 và 1977. Trong những năm đầu tiên, Giải vô địch thế giới Dog đã diễn ra cùng với giải vô địch Fruceree "người" tại Rose Bowl ở Pasadena, California. Cuối cùng, nó đã biến thành một chuỗi cuộc thi và, vào đầu những năm 1980, được đặt tên là Ashley Whippet Invitational (AWI) để vinh danh Ashley.